# Die Siedler von Catan: Städte & Ritter
Die Siedler von Catan: Städte & Ritter ist eine 1998 erschienene Erweiterung zum Spiel Die Siedler von Catan von Klaus Teuber für zunächst 3 bis 4 Spieler. Das Spiel erschien im Stuttgarter Franckh-Kosmos-Verlag. Im gleichen Jahr erschien eine Ergänzung für 5 bis 6 Spieler.

## Spielaufbau
Der Aufbau erfolgt wie beim Basisspiel, die Insel konnte aber in der ersten Version durch einen der Ergänzung beiliegenden Rahmen fixiert werden, der die einzelnen Wasserfelder fixiert. In den Ausgaben ab 2003 ist dieser Rahmen nicht mehr enthalten, da nun bereits das Basisspiel statt einzelner Wasserfelder einen Rahmen enthält. In der ersten Version wurde dabei ein Meerfeld durch den Anfahrtsweg der Barbaren ersetzt, auf den die Spieler ihr besonderes Augenmerk richten. Denn jeder Spieler beginnt statt mit zwei Siedlungen mit einer Siedlung und einer Stadt, die die Barbaren unwiderstehlich anzieht, um diese zu zerstören. Da jede Stadt an einem Gebirge, einem Wald und einer Weidelandschaft nun zusätzlich Handelswaren produziert, mit denen die Spieler ihre Städte ausbauen, ist es sinnvoll, die Städte vor den Barbaren zu schützen. Dazu können die Spieler ein Ritterheer aufstellen, das zusätzlich den Räuber von "ihren" Feldern vertreiben kann. Die aus dem Grundspiel bekannten Entwicklungskarten sind hier nicht mehr im Einsatz. Stattdessen können die Spieler Fortschrittskarten erhalten, mit denen sich das eigene Fürstentum ausbauen lässt, wenn der Spieler in die Bildung investiert. Hat er ein Faible für den Handel, so kann er auch diesen vorantreiben und wird so mittels eines Händlers und diverser Handelskarten unabhängig vom Außenhandel über die Häfen, kann aber auch mit Handelswaren- und Rohstoffmonopolen die Gegner ärgern. Aber auch dem, der lieber in die kirchliche und weltliche Ordnung eingreift, bieten sich neue Möglichkeiten. Selbst die zurückliegenden Spieler können mit einigen Fortschrittskarten noch das Blatt wenden. Letztlich entstehen so drei Metropolen, die immun gegen die Barbaren sind und zusätzliche Siegpunkte einbringen. Gesteuert wird das Ganze nun über 3 statt 2 Würfel, wovon zwei Ertragswürfel weiterhin die Erträge bestimmen, der dritte aber entweder die Barbaren vorantreibt oder – in Kombination mit dem neuen roten Ertragswürfel – die Spieler mit Fortschrittskarten versorgt. Während Gebirge, Wald und Weidelandschaft neben Erz, Holz und Wolle zusätzlich Handelswaren produzieren, wird Getreide für die Ritter-Aktivitäten benötigt, und mit Lehm lassen sich Stadtmauern bauen, wodurch das Kartenlimit bei einer 7 erhöht wird. Gewonnen hat auch hier, wer als erster eine bestimmte Siegpunktzahl erreicht; mit dieser Erweiterung müssen es aber 13 sein, wodurch das Spiel nicht nur komplexer als das Grundspiel ist, sondern auch länger dauert.

## Inhalt
- Erweiterung für 3 und 4 Spieler (Version von 1998):
  - 11 Rahmenteile, incl. einer Barbarenroute
  - 54 Fortschrittskarten (je 18× Handel, Politik und Wissenschaft)
  - 36 Handelswarenkarten (je 12× Papier, Tuch, Münzen)
  - 06 Siegpunktekarten „Retter Catans“
  - 04 Städtekalender
  - Je Farbe 6 runde Holzscheiben für Ritter
  - Je Farbe 3 quadratische Holzscheiben für Stadtmauern
  - 01 Aufkleberbogen mit Aufklebern für die Ritter- und Stadtmauernscheiben
  - 01 Barbarenschiff
  - 01 Händler-Kegel
  - 02 Würfel (rot und Ereignis)
  - 03 Metropolensteine
  - 03 Metropolenchips
  - 01 Spielanleitung, 4 Seiten
  - 01 Almanach für die Fortschrittskarten
  - 02 Kartenständer (spätere Auflagen)
  - 0Kunststoffeinsatz für die Schachtel zum Einsortieren des Materials (spätere Auflagen)

- Ergänzung für 5 und 6 Spieler (Version von 1998):
  - 0 2 Städtekalender
  - 18 Karten Handelswaren (je 6× Tuch, Münzen, Buch)
  - 02 Siegpunktkarten „Retter Catans“
  - 03 Rahmenteile (x, y, z)
  - 06 Stadtmauern (je 3× grün und braun)
  - 12 Ritter (je 6× grün und braun)
  - 01 Aufkleberbogen mit Aufklebern für die Ritter- und Stadtmauernscheiben

## Kritik
Die zweite Erweiterung wurde unterschiedlich aufgenommen. Während ein Großteil der Presse durchaus positiv berichtete, gab es auch Kritik. Neben Unzulänglichkeiten bei der Qualität des Spielmaterials der ersten Edition wird insbesondere ein zu hoher Glücksfaktor kritisiert. Dieser entsteht einerseits durch die zu ungleich starken Fortschrittskarten, andererseits durch das zum Teil schnelle erste Auftauchen der Barbaren ohne Möglichkeit, zuvor einen Ritter entsenden zu können. Schon zu Beginn des Spiels seine erste Stadt zu verlieren kommt oft einer Niederlage gleich. Um dem Rechnung zu tragen, hat Klaus Teuber 2003 die Räuberregel für Städte & Ritter modifiziert: Nun darf der Räuber erst versetzt werden, nachdem das Barbarenschiff einmal angekommen ist. Andererseits zeigte sich in vielen Spielen, dass ein früher Stadtverlust nicht unbedingt gleichbedeutend mit einer Niederlage im Spiel sein muss, zumal auch ein Stadtverlust zur Balance des Spieles beitragen kann.

## Modifizierungen
In den 2003 erschienenen Ausgaben sind die Stadtmauern aus Holz durch Mauern aus Kunststoff ersetzt worden, in die die Stadtfiguren der 2003 erschienenen Basisversion passen. Für die Metropolen sind für jeden Spieler nun 3 Aufsätze enthalten und auch die Ritterscheiben sind durch Figuren ersetzt worden. Da bei diesen häufig die beweglichen Arme abbrachen mit denen die Aktivität angezeigt wird, wurden diese 2006 durch Ritter mit festem Arm aber zusätzlichen Helmen ersetzt, durch die nun die Aktivität angezeigt wird. Auch die Aufkleberbögen sind nicht mehr enthalten. Statt der Klappkalender für die Stadtausbauten enthalten die Ausgaben ab 2003 Stadtausbautableaus, in die Marker für jeden Ausbau eingefügt werden. Weil die Grundversion nun schon einen Rahmen enthält, ist der vorher in der Städte & Ritter-Erweiterung enthaltene Rahmen nicht mehr nötig. Daher wurde auch für das Zugfeld der Barbarenflotte – die auch als plastische Figur enthalten ist – ein anderes Format gewählt. Dieses wird nun außerhalb des Spielfeldes platziert.
Die neuen Grafiken stammen von Michaela Schelk, die Illustrationen von Tanja Donner, die Spielfiguren entwarf Andreas Klober.
Auch die Spielregel unterlag einem Wandel. Zunächst wurde sie auf 4 quadratischen Seiten gedruckt und zusätzlich ein Almanach für die Fortschrittskarten im DIN-A5-Format. Ab 2003 wurden dann Spielanleitung und Almanach zusammen auf 12 Seiten im DIN-A-4-Format gedruckt.
Im Frühjahr 2010 erschien eine grafisch überarbeitete Ausgabe.

## 3-D-Version
Die 2005 erschienene 3-D-Version enthält auch das Material der Städte & Ritter-Erweiterung. Die Figuren sind aus hochwertigem Kunststoff gefertigt, die Anleitung auf Hochglanzpapier gedruckt. Hier sind auch wieder die Klappkalender enthalten, allerdings mit den Rohstoffsymbolen die seit 2003 benutzt werden.

## Besonderheiten
Für die Fortschrittskarten der ersten Auflage wurden viele der von Franz Vohwinkel gezeichneten Motive des Catan-Kartenspiels verwendet. 2003 wurden diese dann im Design des neuen Grundspiels gezeichnet. Für die in der Catan Online Welt angezeigten Fortschrittskarten wurden aber weiterhin die alten Motive verwendet. 2010 wurden die Karten von Michael Menzel neu gezeichnet, einige Bilder wurden auch für die Karten der Fürsten von Catan und die Erweiterung „Finstere Zeiten“ verwendet.

## Regeländerungen
Mit Erscheinen der neuen Ausgaben 2003 wurde die Karte „Saboteur“ geändert: Zunächst konnte der Spieler, der den „Saboteur“ ausspielte die Stadt eines beliebigen Spielers „auf den Kopf stellen“, so dass sie nur noch die Erträge einer Siedlung einbrachte und erst nach Zahlung von Erz und Holz wieder als „normale“ Stadt galt. Nun müssen alle Mitspieler mit gleich vielen oder mehr Siegpunkten die Hälfte ihrer Handkarten abgeben. 2004 wurde dann die Regel für den Einsatz des Räubers beim Würfeln einer 7 bzw. durch andere Aktionen (Bischof, Ritter) so geändert, dass jetzt der Räuber erst versetzt werden darf wenn die Barbaren einmal auf Catan eingefallen sind. Der zunächst nur in der FAQ geregelte Fall, wie zu verfahren ist wenn eine Stadt abgerissen werden muss wenn schon 5 Siedlungen vorhanden waren, wurde 2003 im Regelheft der Neuausgabe geändert. Danach wird die Stadt auf die Seite gelegt und zählt nun als Siedlung, zuvor musste sie ganz vom Feld genommen werden. Im Zuge des Aufbaus der FAQ-Datenbank wurde klar gestellt, dass Fortschrittskarten nur ausgespielt werden dürfen wenn sie eine Wirkung haben.

## Jubiläumserweiterung

### CATAN – Die Legende der Eroberer
Die Legende der Eroberer erschien im August 2019, sie sollte eigentlich 2018 zum zwanzigjährigen Jubiläum der „Städte&Ritter“-Erweiterung erscheinen, die Entwicklung verzögerte sich aber. Sie wurde wie die Legende der Seeräuber von Klaus Teuber zusammen mit seinem Sohn Benjamin entwickelt. Auf das Erscheinen stimmte Klaus Teuber die Spieler mit 16 Blog-Beiträgen auf der Catan-Webseite ein.
Enthalten sind drei Szenarien, die in drei Kapiteln nacheinander mit einer Gesamtwertung oder einzeln gespielt werden können. Jedes Kapitel wird mit einer kurzen Geschichte eingeleitet, in der die Aufgabe für die Spieler definiert wird. Es wird zusätzlich das Material des Basis-Spiels und der Städte&Ritter-Erweiterung benötigt. Die Spieler spielen hier nicht nur gegeneinander, sondern auch gegen das Spiel, denn wenn bestimmte Bedingungen erfüllt werden, endet ein Szenario vorzeitig mit einer Niederlage der Spieler. Die Spieler können dann das Szenario wiederholen und dabei wenn gewünscht mit besseren Anfangsbedingungen starten.

#### Enthaltene Szenarien
- Leistet Widerstand!:

Die Spieler müssen verhindern, dass die Eroberer 7 (im Spiel zu Dritt) bzw. 10 (im Spiel zu Viert) oder mehr Landschaftsfelder mit Zahlenchips erobern.
- Stoppt die Eroberer!:

Die Spieler müssen verhindern, dass die Eroberer 4 (im Spiel zu Dritt) bzw. 5 (im Spiel zu Viert) oder mehr Landschaftsfelder mit Zahlenchips erobern.
- Befreit ganz Catan!:

Die Spieler müssen so viele Festungen der Eroberer einnehmen, dass diese am Spielende maximal noch 2 (im Spiel zu Dritt) bzw. 3 (im Spiel zu Viert) Festungen behalten haben.

#### Inhalt
- Spielfiguren aus Kunststoff:
  - 4 Sätze in 4 Spieler-Farben mit je:
  - 4 (4×1) Kanonen
  - 4 (4*1) Pferde
  - 8 (4×2) Markierungssteine
  - Neutrales Spielmaterial:
    - 20 Eroberer
    - 16 Festungen
- Spielmaterial aus Pappe (muss aus Stanzbögen herausgelöst werden):
  - 09 Rahmenteile
  - 25 Landschaftsfelder (in einer Ecke mit einer Fahne gekennzeichnet):
    - 9 Sumpffelder
    - 3 Ackerlandfelder, davon ein Feld mit Rückseite Meer
    - 3 Waldfelder, davon je ein Feld auf der Rückseite Sumpf und Meer
    - 3 Hügellandfelder, davon je ein Feld auf der Rückseite Sumpf und Meer
    - 3 Gebirgsfelder, davon je ein Feld auf der Rückseite Sumpf und Meer
    - 3 Weidelandfelder, davon ein Feld auf der Rückseite Sumpf

  - 02 Zahlenchips, auf der Rückseite mit einem Seedrachen gekennzeichnet
  - 02 Kapiteltafeln, davon eine beidseitig bedruckt (Kapitel 2&3)
  - 32 Bernsteinchips
  - 32 Weinchips
  - 10 Zahlenchips (Rückseite: Fahne)
  - 05 Handelsstationen (Rückseite: Häfen)
  - 01 Richtungsfeld
  - 04 Landungsmarker
  - 04 Siedlungsmarker
  - 04 Straßenmarker
  - 03 Straßensperrenmarker
  - 04 Gießerei-Plättchen
  - 04 Gestüt-Plättchen
- Spielkarten:
  - 20 Fortschrittskarten Kampf
  - 18 Fortschrittskarten Politik (werden in den Kapiteln 1 und 2 statt der normalen Politik-Karten verwendet)
  - 24 Übersichtskarten, je 2 pro Spieler pro Kapitel
- 1 Richtungswürfel aus Holz
- Aufkleber für die Eroberer und Festungen
- 10 Zip-Beutel zum Einsortieren des Spielmaterials
- Spielanleitung (44 DIN-A5-Seiten, mehrfarbig)

## Einsatz bei Meisterschaften
Bei der vom Spielezentrum Herne bzw. seit 2008 von Kosmos organisierten Deutschen Meisterschaft wird es beim Finalturnier als letztes Spiel gespielt. Seit 2005 können die Veranstalter der Ranglistenturniere es auch spielen lassen.

## Umsetzungen für den Computer
Auf der 1999 erschienenen CD-ROM Catan: Die erste Insel war „Städte & Ritter“ nicht enthalten. Es erschien zunächst zu schwierig eine spielstarke KI dafür zu programmieren. Ab 2003 konnte „Städte & Ritter“ in der Catan Online Welt (COW) gespielt werden, allerdings nur gegen andere online-Spieler. Im Herbst 2008 erschien „Catan - Städte und Ritter“ für den PC sowohl als im Handel erhältliche CD-ROM als auch zum Download. Programmiert wurde das Programm von den Programmierern der Brettspielwelt die auch die COW programmiert hatten. Mit diesem Programm konnte nun auch „Städte & Ritter“ gegen den PC gespielt werden. Eine Version für den Macintosh wurde später zum Download angeboten.